# NGC 53
NGC 53 (również PGC 982) – galaktyka spiralna z poprzeczką (SBb), znajdująca się w gwiazdozbiorze Tukana. Odkrył ją John Herschel 15 września 1836 roku.